# Louis Titz
Louis Benoît Joseph Titz, né à Bruges le 24 juin 1859 et mort à Etterbeek le 8 octobre 1932, est un artiste-peintre, dessinateur, aquarelliste, graveur et lithographe belge. 

## Biographie
Louis Benoît Joseph Titz est né à Bruges le 24 juin 1859. Son père, Henri Jean Titz était originaire de Venray, dans le Limbourg néerlandais et travaillait pour l'Administration de la province de Flandre occidentale à Bruges comme huissier. Sa mère Joséphine Hortense Thiry était de Dinant et avait travaillé comme tailleuse avant son mariage. Ses parents s'étaient mariés à Bruxelles en 1852.

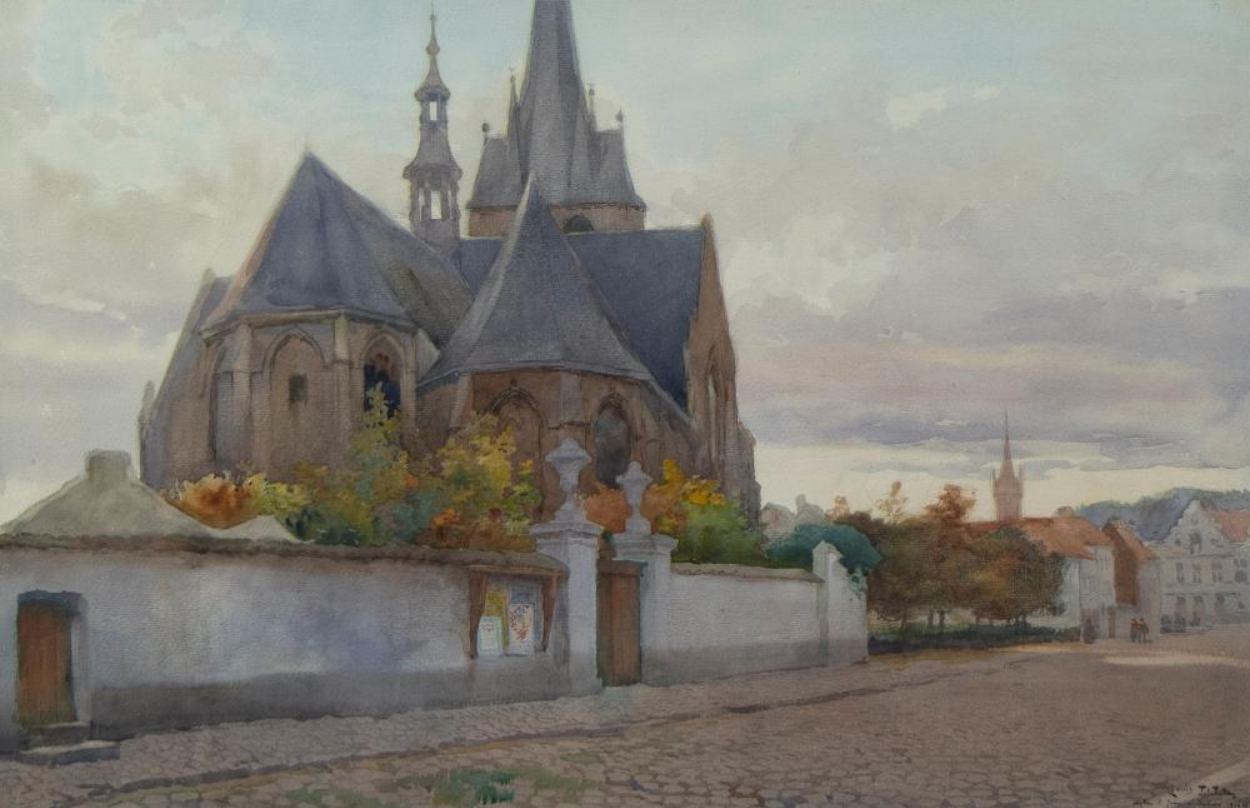
Vue à Malines, Aquarelle (1920).

Louis avait deux frères aînés: Henri Laurent Joseph Titz, artiste lyrique et professeur de chant à Bruxelles, né le 10 juin 1855 à Bruges, qui épousa à Schaerbeek en 1889 Jeanne Cornélie Rimbout et Adolphe Alfred Edouard Titz, sculpteur puis inspecteur au téléphone, né le 15 février 1857 à Bruges, qui épousa en 1882 à Bruxelles Marie Judith Van Ceulebroeck. Le grand-père maternel de Louis Titz, Joseph Thiry, à Dinant, était graveur sur bois.  
Louis devenait très tôt orphelin. Son père mourut à Bruges le 8 novembre 1860. Sa mère qui après le décès de son mari avait retourné vivre à Bruxelles, où elle gérait une boutique, mourut à Bruxelles le 6 juillet 1869 alors que Louis venait d'atteindre ses dix ans.
Louis Titz a étudié la peinture à l'Académie de Bruxelles. Aquarelliste, il est membre du Cercle des aquarellistes. Il est ami avec Périclès Pantazis, Guillaume Vogels, Willy Schlobach, Louis Clesse, Juliette Wytsman et Jean Combaz. Louis Van den Eynde a été son élève.

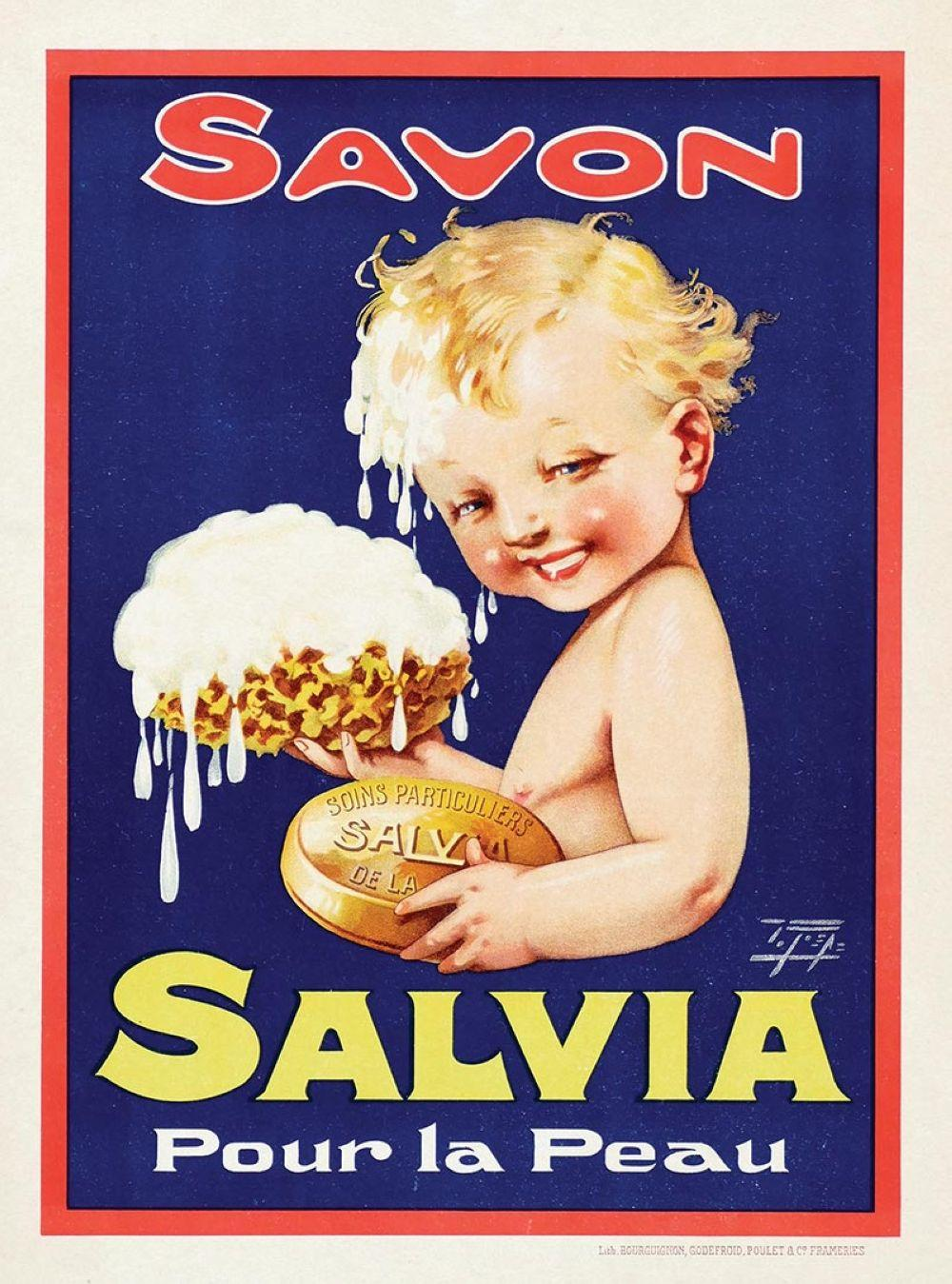
Affiche pour Savon Salvia Pour la Peau (1925)

Il devenait en 1898 professeur à l'Académie royale des beaux-arts de Bruxelles. Il devint plus tard directeur de l'École de bijouterie de Bruxelles. Il est créé Chevalier de l'ordre de Léopold par arrêté royal du 19 mars 1903.
Louis Titz est mort à Bruxelles en 1932. Ses œuvres sont exposées et conservées dans les musées de Bruxelles, Ypres, Ixelles, Liège et Marche-en-Famenne.

## Œuvre
Titz fut un peintre post-impressionniste de portraits et paysages.Il a exécuté également des œuvres dans le style Art déco.  Il a réalisé des visages de femmes, représenté des intérieurs et des vues urbaines. Il a également créé des affiches. Il a réalisé des illustrations pour la publication de 1884 « Bruxelles à travers les âges » par Louis Salomon Hymans.